# Томислав Стипич
Томислав Стипич (на хърватски: Tomislav Stipić) е бивш футболист и настоящ треньор.
Той е роден в Томиславград, Югославия, днешна Босна и Херцеговина.

## Кариера
Започва да тренира в школата на ТСВ Оберхаумщат, играе като полузащитник. След това преминава в школите на ТВ 1861 Инголщат, МТВ Инголщат. Играе в тима на Дьорндорф-Биц. През 2007 г. става играещ помощник треньор в Хицхофен-Оберцел. От 2009 до 2010 г. е играещ помощник треньор в Денкендорф. 

## Треньор
Започва да работи като играещ помощник треньор в Германия през 2007 г., а в периода от 2009 до 2010 г. е играещ помощник треньор в Денкендорф. В началото на юли 2010 г. започва работа в школата на Инголщат 04, като води тима до 17 години. От 1 юли 2013 г. до 8 септември 2014 г. е начело на втория отбор на Инголщат 04. В периода от 9 септември 2014 г. до 27 май 2015 г. е на кормилото на Ерцгебирге Ауе. От 9 ноември 2015 г. до 30 юни 2016 г. е старши треньор на Щутгартер Кикерс. От 7 ноември 2016 г. до 10 април 2017 г. е на кормилото на Нантун Чжиюн. От 1 юли 2018 г. до 5 март 2019 г. води отбора до 19 години на Айнтрахт Франкфурт. Следва много кратък период като старши треньор на Грасхопър от 6 март до 9 април 2019 г. Застава начело на Славен Белупо в периода от 8 октомври 2019 г. до 16 юни 2021 г. От 1 януари до 31 декември 2022 г. води Ауда като печели купата на Латвия през 2022 г. От 1 януари до 31 декември 2023 г. е начело на Рига като печели купата на Латвия през 2023 г..  
На 4 юни 2024 г. става старши треньор на ЦСКА София. На 25 август 2024 г. бива уволнен от поста страши треньор на ЦСКА София, поради незадоволителни резултати.